# Stenocercus quinarius
Stenocercus quinarius este o specie de șopârle din genul Stenocercus, familia Tropiduridae, descrisă de Penido J.C. Nogueira și William Antônio Rodrigues în anul 2006. Conform Catalogue of Life specia Stenocercus quinarius nu are subspecii cunoscute.